# Zamarada erna
Zamarada erna är en fjärilsart som beskrevs av Embrik Strand 1915. Zamarada erna ingår i släktet Zamarada och familjen mätare. Inga underarter finns listade i Catalogue of Life.